# Prodidomus djibutensis
Prodidomus djibutensis är en spindelart som beskrevs av Raymond Comte de Dalmas 1919. Prodidomus djibutensis ingår i släktet Prodidomus och familjen Prodidomidae.
Artens utbredningsområde är Somalia. Inga underarter finns listade i Catalogue of Life.